# James A. Walker

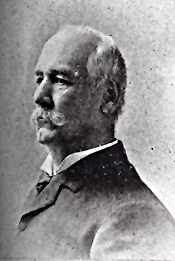
James A. Walker (1896)

James Alexander Walker (* 27. August 1832 im Augusta County, Virginia; † 21. Oktober 1901 in Wytheville, Virginia) war ein US-amerikanischer Politiker. Zwischen 1895 und 1899 vertrat er den Bundesstaat Virginia im US-Repräsentantenhaus.

## Werdegang
James Walker besuchte Privatschulen in seiner Heimat und absolvierte danach bis 1852 das Virginia Military Institute in Lexington. Nach einem anschließenden Jurastudium an der University of Virginia in Charlottesville und seiner 1856 erfolgten Zulassung als Rechtsanwalt begann er in Newbern in diesem Beruf zu arbeiten. Im Jahr 1860 wurde er dort Staatsanwalt. Während des Bürgerkrieges diente er in verschiedenen Einheiten im Heer der Konföderation, in dem er bis zum Brigadegeneral aufstieg. Nach dem Krieg schlug er als Mitglied der Demokratischen Partei eine politische Laufbahn ein. In den Jahren 1871 und 1872 saß er im Abgeordnetenhaus von Virginia. Von 1878 bis 1882 war er Vizegouverneur von Virginia. Später wechselte er zur Republikanischen Partei.
Bei den Kongresswahlen des Jahres 1894 wurde Walker als Republikaner im neunten Wahlbezirk von Virginia in das US-Repräsentantenhaus in Washington, D.C. gewählt, wo er am 4. März 1895 die Nachfolge von James William Marshall antrat. Nach einer Wiederwahl konnte er bis zum 3. März 1899 zwei Legislaturperioden im Kongress absolvieren. In diese Zeit fiel der Spanisch-Amerikanische Krieg von 1898. Ab 1897 war Walker Vorsitzender des dritten Wahlausschusses. Im Jahr 1898 wurde er nicht wiedergewählt.
Nach dem Ende seiner Zeit im US-Repräsentantenhaus praktizierte James Walker wieder als Anwalt. Er starb am 21. Oktober 1901 in Wytheville. Sein Urenkel M. Caldwell Butler wurde ebenfalls Kongressabgeordneter.